# Запис крушка код манастира (Стубал)
Запис крушка код манастира (Стубал) се налази на парцели чији је власник Петровић Стојанка.

## Локација
| Општина             | Краљево                                                         |
| Катастарска општина | Стубал                                                          |
| Потес               | Кованлук                                                        |
| Координате          | 43° 41′ 10″ С; 20° 53′ 23″ И / 43.686° С; 20.889600000000002° И |
| Надморска висина    | 0m                                                              |

## Карактеристике
Дендрометријске вредности утврђене на терену и сателитским снимцима:
| Стабло                     | Крушка |
| Висина стабла              | m      |
| Обим дебла                 | m      |
| Пречник крошње             | 10m    |
| Пречник дебла              | m      |
| Висина дебла до прве гране | m      |

## База записа
Запис је у оквиру Викимедија пројекта "Запис - Свето дрво" заведен под редним бројем 0617.